# Markomannok
A markomannok a nyugati germánok (szvébek) egyik ókori törzse; nevük határvidékieket jelent.

## Történetük
Először Caius Iulius Caesar említi őket. A kimberek és a teutonok mozgásának hatására a markomannok i. e. 100 körül elhagyták a mai Szászország és Türingia területét, hogy a felső és középső Majnánál telepedjenek le. Részt vettek Ariovistus Gallia elleni vállalkozásában. Az idősebb Drusus római hadvezér támadásának (i. e. 9) hatására a germán törzsek kelet felé húzódtak. A markomannok a mai Csehország területére költöztek, kelet felé szorítva onnan a bójokat.
Itt Maroboduus (Marbod) király erős törzsszövetséget kovácsolt össze. A markomannok átvették a bójoktól a fémművesség fogásait, és jelentős kereskedelmi kapcsolatokat építettek ki. Augustus császár az új királyságot veszedelmesnek tartotta, és el akarta pusztítani, de a pannon–illír felkelés megakadályozta ebben. Maroboduust meggyöngítette a cheruskok Arminius elleni háborúja, így Catuolda 19-ben meg tudta fosztani a trónjától. Az utána következő királyok laza függésbe kerültek Rómától. Róma klienseivé váltak, és rendszeresen pénzt kaptak a birodalomtól, viszont segédcsapatokkal részt vettek a rómaiak több hadi vállalkozásában, így Vespasianus i. sz. 68–69-es hadjárataiban is.
Amikor Domitianus uralkodásának elején (85-ben) a rómaiak háborúba keveredtek a dákokkal, a markomannok megtagadták, hogy a szerződés szerint csapatokkal támogassák a római hadakat, ezért a rómaiak 89-ben ellenük vonultak. Az ellenségeskedés Nerva császár uralkodása alatt is folytatódott; ennek lezárásaként Traianus 98-ban elismerte és (például palotájának építésében) támogatta a markomannok királyát.

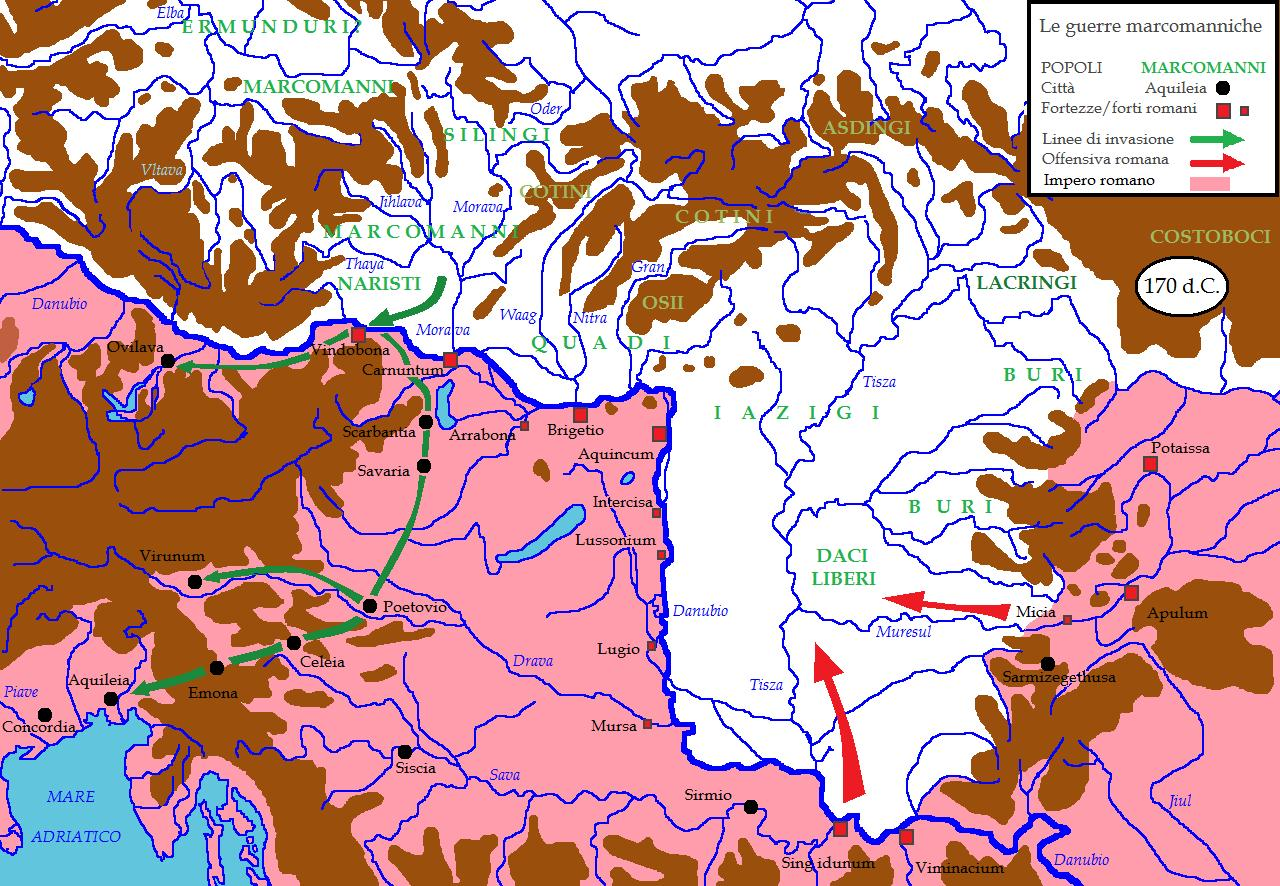
Markomann támadás a Római Birodalom ellen 170-ben (zöld nyilak)

### A markomann háborúk
A nagy markomann háborúknak (vagy közönségesen markomann háborúknak) nevezett, következő konfliktus mintegy 70 év múlva robbant ki, amikor a gótok (a vandálok és a burgundok) vándorlása miatt a markomannok, a kvádok, a hermundurok és a naristák mindenképp (ha nem szépszerével, hát erőszakkal) szerettek volna római területre áttelepülni, ezt azonban Marcus Aurelius nem engedélyezte. Mivel a normálisan Pannóniában állomásozó légiók ez idő tájt keleten, a pártusok ellen harcoltak, a tartományba benyomult markomannok egészen Aquileiáig jutottak. Az elfoglalt területek visszahódítását Marcus Aurelius (168-ban) maga vezette. A markomannok (és szövetségeseik, a kvádok nagy vereséget szenvedtek, és kénytelenek voltak (172-ben) igen hátrányos feltételekkel békét kötni:
- el kellett fogadniuk a Róma által kinevezett bábkirályokat,
- ki kellett üríteniük a Duna 6,5 km széles parti sávját,
- kitiltották őket a vásárhelyekről.

A megalázó feltételekkel elégedetlen törzsek 177-ben másodszor is Rómára támadtak. A felkelés leverésére 179-ben útnak indított légiókat Marcus Aurelius és fia, Commodus vezette. A rómaiak újabb sikereket értek el, de a császár 180. március 17-én meghalt. Fia és utóda, Commodus ismét szigorú feltételekkel kötött velük békét:
- belpolitikájukat ezután római centuriók ellenőrizték,
- nem viselhettek hadat a szomszédos népek ellen.

A markomann háborúk győztes csatáit örökítik meg a Marcus-oszlop domborművei Rómában.

### A markomann háborúk után
A markomannok a következő századokban még sok bajt okoztak a birodalomnak: a 3. században többször is rátámadtak Pannónia és Noricum tartományokra. A Pannoniában letelepült markomann törzsek 433-ban a hunok uralma alá kerültek. A mai Csehországban maradtak 500 után elhagyták addigi területeiket, nyugatra költöztek, és beolvadtak a bajorokba.